# Conduttore radiofonico
Un conduttore o presentatore radiofonico è la persona che dirige una trasmissione radiofonica, intrattenendo il pubblico con discorsi, interviste e approfondimenti. e mettendo musica alla radio
Nell'accezione contemporanea, può ricoprire la figura di classico intrattenitore o di disc jockey musicale trasmettendo musica sulla stazione radio.
La storia della conduzione radiofonica, essendo la radio uno dei primi mezzi di comunicazione di massa a diffusione generalizzata, annovera i principali nomi dello spettacolo cinematografico e televisivo internazionale.